# Hans-Joachim Wunderlich
Hans-Joachim Wunderlich (* 6. Dezember 1918 in Kassel; † 14. Mai 1998) war ein deutscher Dirigent und Filmkomponist. 

## Leben
Wunderlich absolvierte von 1935 bis 1941 seine musikalische Ausbildung an der Hochschule für Musik Berlin. Von 1945 bis 1951 hatte er ein Festengagement als Korrepetitor und Komponist für Bühnenmusiken am Staatstheater Kassel; von 1949 bis 1951 war er dort außerdem als Kapellmeister engagiert. Er dirigierte dort Opern und Operetten, unter anderem die Opern Der Wildschütz und Martha sowie die Operetten Der Bettelstudent und Der Vogelhändler.  
Seit 1952 wirkte er als Chefdirigent bei verschiedenen Berliner Orchestern, unter anderem beim Großen Unterhaltungsorchester des RIAS Berlin. 1952/1953 war er musikalischer Leiter der Freilichtbühne Rehberge.   
In den 1950er Jahren komponierte er die Filmmusik für mehrere Märchenfilme. Außerdem schrieb er Filmmusik für Kulturfilme und Dokumentarfilme. Über seinen Schwerpunkt der Filmmusik hinaus war er auch an Musikkompositionen für die Bühne beteiligt.

## Filmmusiken
Er schrieb für folgende Kinofilme die Filmmusik:
- 1955: Der Struwwelpeter
- 1955: Ina, Peter und die Rasselbande
- 1955: Dornröschen